# Kilkea

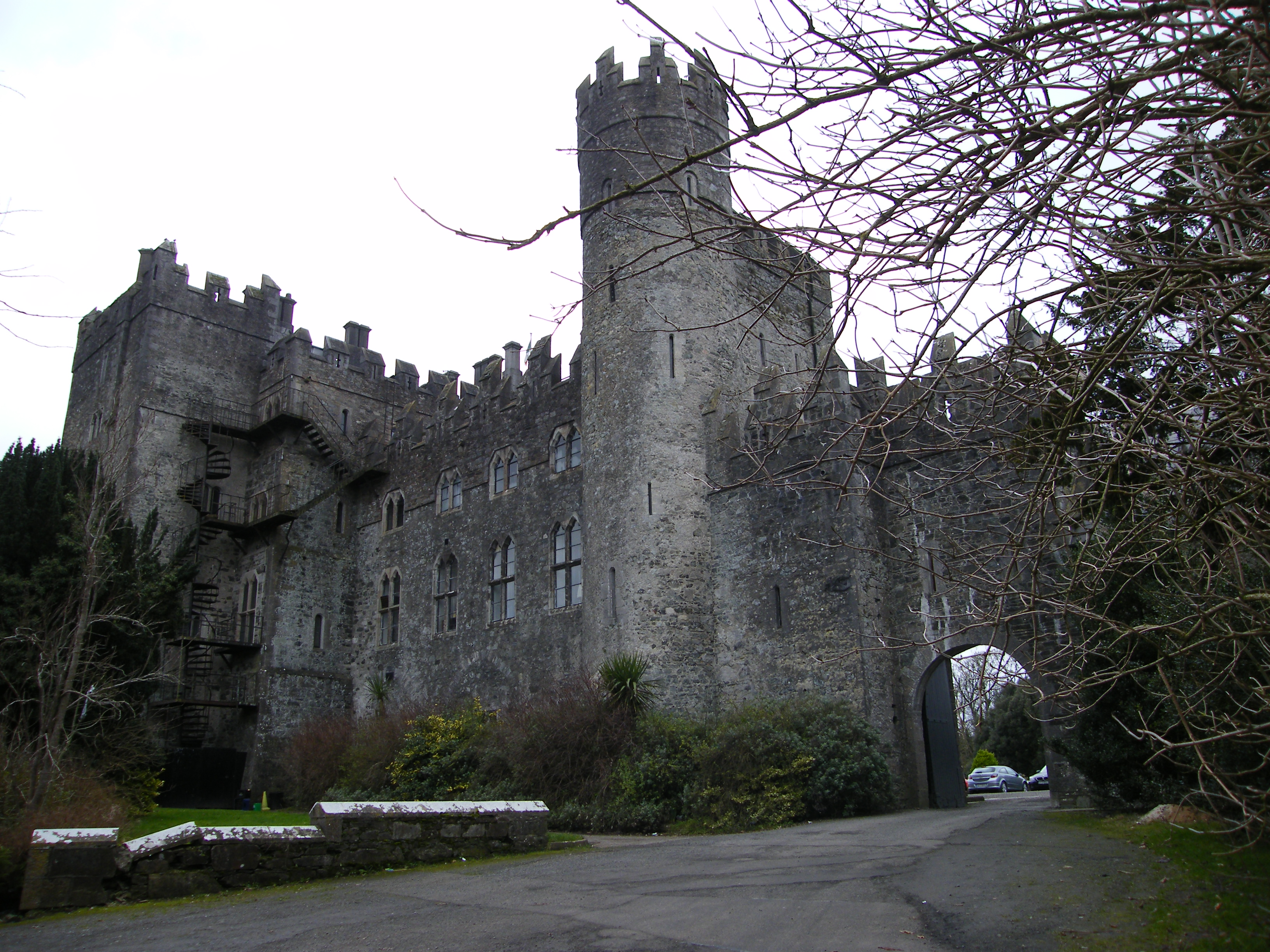
Kilkea Castle

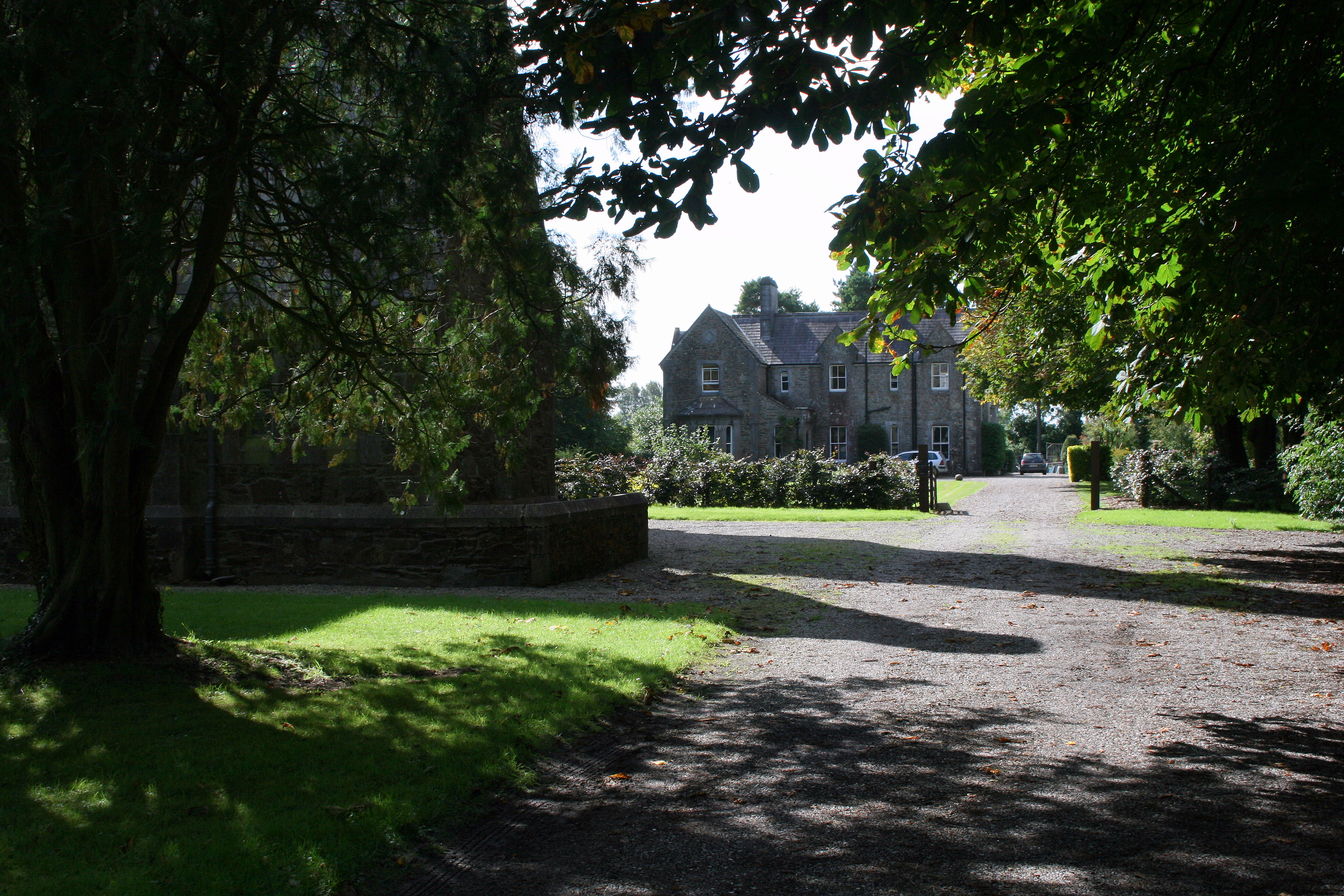
Haus in Kilkea

Kilkea (irisch Cill Chá) ist ein Dorf im Südosten der Republik Irland im County Kildare, etwa 75 km südwestlich von Dublin gelegen. Über die Regionalstraße R418 ist Kilkea an die Stadt Athy im Nordwesten und die Kleinstadt Castledermot im Südosten angebunden. Im Zentrum des Dorfes befindet sich die Dorfschule Kilkea National School und eine neogotische Steinkirche, die von 1840 bis 1860 erbaut wurde.

## Sehenswürdigkeiten
- unweit des Dorfes Kilkea befindet sich die Burg Kilkea Castle

## Persönlichkeiten
- Ernest Shackleton (1874–1922), britischer Polarforscher, in Kilkea geboren
- Lorcán Ua Tuathail (1128–1180), Erzbischof von Dublin (soll hier geboren sein)